# Kerrmetriek
Kerr-metriek (of Kerr-oplossing) is een exacte, asymptotisch vlakke, roterende oplossing van de einstein-vergelijkingen. Zij beschrijft hoe een roterend zwart gat eruit zou zien volgens de algemene relativiteitstheorie. Omdat een zwart gat gevormd wordt bij de ineenstorting van materie (zoals een ster op het einde van de kernfusie-fase) naar een zeer compacte ruimte, voorspelt het behoud van impulsmoment dat het eindproduct een grote rotatiesnelheid moet hebben. Men verwacht bijgevolg dat de meeste zwarte gaten in ons heelal sterk roteren, en dus van het Kerr-type zijn. Vanuit theoretisch standpunt zijn deze objecten (net als alle andere types van zwarte gaten) zeer interessant, en zijn het onderwerp van intense studie binnen het domein van de theoretische fysica. De oplossing is genoemd naar de wiskundige Roy Kerr, die deze oplossing in 1963 ontdekte.

## Metriek
Gebruik makend van zogeheten Boyer-Lindquistcoördinaten en -eenheden waarvoor de gravitatieconstante {\displaystyle G} en de lichtsnelheid {\displaystyle c} waarde één hebben, wordt de metriek van een roterend zwart gat gegeven door:
{\displaystyle \mathrm {d} s^{2}=-\left(1-{\frac {2Mr}{\rho ^{2}}}\right)\mathrm {d} t^{2}-{\frac {4aMr\sin ^{2}\theta }{\rho ^{2}}}\mathrm {d} t\mathrm {d} \phi +{\frac {\rho ^{2}}{\Delta }}\mathrm {d} r^{2}} {\displaystyle +\rho ^{2}\mathrm {d} \theta ^{2}+\left(r^{2}+a^{2}+{\frac {2a^{2}Mr\sin ^{2}\theta }{\rho ^{2}}}\right)\sin ^{2}\theta \mathrm {d} \phi ^{2}},
Met:
{\displaystyle \Delta \equiv r^{2}-2Mr+a^{2}},
{\displaystyle \rho ^{2}\equiv r^{2}+a^{2}\cos ^{2}\theta },
{\displaystyle a\equiv J/M}.
Verder is {\displaystyle t\in \mathbb {R} } de tijd, {\displaystyle r\in \mathbb {R} ^{+}} de radiële richting, en zijn {\displaystyle \theta \in \left[0,\pi \right]} en {\displaystyle \phi \in \left[0,2\pi \right]} bolcoördinaten op de sfeer.
De parameters {\displaystyle M} en {\displaystyle J} komen overeen met de massa en het impulsmoment van het zwart gat.

## Eigenschappen

Schematische weergave van een roterend zwart gat. De binnenste (rode) sfeer is de waarnemingshorizon ("event horizon"). Hierrond bevindt zich een afgeplatte ellipsoïde: de ergosfeer ("ergosphere"). De begrenzende oppervlakken raken elkaar aan de polen. De rotatieas ligt hier verticaal.

Net als alle zwarte gaten, hebben roterende zwarte gaten een waarnemingshorizon. Een voorwerp dat te dicht bij het zwart gat komt, en daarbij de waarnemingshorizon overschrijdt, verdwijnt onherroepelijk. Voor de Kerr-oplossing is de horizon gelegen op de sfeer {\displaystyle r=r_{h}}, met
{\displaystyle r_{h}=M^{2}+{\sqrt {M^{2}-J^{2}}}},
wederom in eenheden met {\displaystyle G=C=1}. Voor {\displaystyle J=0}, herleidt de bovenstaande uitdrukking tot de schwarzschildstraal
Daarnaast heeft het roterende zwarte gat ook een speciale regio, de ergosfeer. Deze wordt begrensd door het oppervlak
{\displaystyle r_{h}=M^{2}+{\sqrt {M^{2}-(J\cos \theta )^{2}}}}
Binnen deze regio moeten een deeltje/object noodzakelijk de rotatie van het zwart gat volgen. Dit proces draagt dus rotatie-energie van het zwart gat over naar kinetische energie van het deeltje. Dit noemt men het Penrose-proces en laat toe rotatie-energie aan het zwart gat te onttrekken. Indien dit ooit technisch haalbaar zou zijn, zou men grote hoeveelheden energie kunnen extraheren uit roterende zwarte gaten.